# Urulga
Urulga (ros. Урульга) – wieś w Rosji, w Kraju Zabajkalskim, w rejonie karymskim. W 2010 liczyła 3150 mieszkańców.